# Neftali Soto
Neftali Soto (né le 28 février 1989 à Manatí, Porto Rico) est un joueur de premier but ayant évolué en Ligues majeures de baseball avec les Reds de Cincinnati entre 2013 et 2014.

## Carrière
Neftali Soto est un choix de troisième ronde des Reds de Cincinnati en 2007.  
Il fait ses débuts dans le baseball majeur avec Cincinnati le 18 mai 2013. Il est retiré sur des prises six fois en 13 passages au bâton dans les 13 parties qu'il joue pour les Reds en 2013. Il joue 21 matchs pour Cincinnati la saison suivante et réussit son premier coup sûr dans les majeures, un double aux dépens du lanceur Wandy Rodríguez, le 14 avril 2014 contre les Pirates de Pittsburgh.
Le 23 mars 2015, Cincinnati échange Soto aux White Sox de Chicago contre un joueur à être nommé plus tard.